# Olimp BBS
Olimp BBS – uczelniany system BBS działający na Uniwersytecie Marii Curie-Skłodowskiej w Lublinie. Działał w latach 1995–2001.
Od początku pracował w oparciu o komercyjne oprogramowanie The Major BBS firmy Galacticomm. Oferował użytkownikom lokalną pocztę elektroniczną, kilka GB plików (na tamte czasy była to ilość ogromna) z uczelnianych serwerów FTP, gry i chat on-line. Posiadał kilka linii telefonicznych (co było ewenementem w tamtym okresie w Polsce). Posiadał kilkuset aktywnych użytkowników.
Początkowo dysponował modemami 2400 bps, stopniowo ewoluując poprzez prędkości 14 400 bps (modem GVC) do urządzeń ZyXel 19 200 i US Robotics Courier V.Everything z prędkością do HST (21 600) a po wejściu nowych standardów i upgrade oprogramowania także X2/V.90 (56 kbps). Modem Courier był perełką tego BBS zakupioną dzięki składce użytkowników. Spośród zainstalowanego sprzętu warto wymienić także specjalne karty RS232 oparte na układach NS16650+ (z 32-bajtowymi buforami FIFO i multiplikatorem zegara; karty te pozwalały na przyspieszenie transmisji pomiędzy modem a komputerem BBS przez port szeregowy do niestandardowej prędkości 76800 dla modemów ZyXel i ponad 115 200 bps dla USR).
Głównym zadaniem uczelnianego BBS była edukacja teleinformatyczna – użytkownicy mieli możliwość zapoznania się z działaniem modemów (w tamtym okresie nie działało jeszcze 0202122 w TPSA), zdalnym dostępem, danymi z sieci akademickiej. Prowadzono także kilka forów dyskusyjnych o tematyce ogólnouczelnianej. Były dostępne notowania giełdowe oraz teksty z dodatków komputerowych do popularnych gazet lub czasopism. Sysopami Olimp BBS byli Andrzej Karpiński, Maurycy Weroński, Jarosław Woźniacki i Grzegorz Staniak. BBS został zamknięty w 2001 roku wskutek spadku zainteresowania systemami tego typu z powodu rozwoju sieci Internet. Planowane jest uruchomienie emulacji systemu Olimp BBS, który byłby dostępny poprzez sieć Internet.